# 敦多布多尔济
敦多布多尔济（17世纪—1743年），博尔济吉特氏，清朝蒙古亲王、土谢图汗、额驸。
达延汗巴图蒙克后裔，多罗郡王噶勒丹多尔济长子。康熙三十一年（1692）袭札萨克多罗郡王；康熙三十四年（1695年），赴京朝贡，赐冠服、银币。康熙三十五年（1696年），扈从康熙帝幸归化城。因属众缺乏食物，发张家口仓粟赈济。康熙三十六年（1697年）尚康熙帝第六女和硕公主。康熙三十九年（1700）晋和硕亲王，袭土谢图汗。康熙四十一年（1702）降郡王；敬逆将军延信等由里塘护送第七世达赖喇嘛入城，受命留驻其地。雍正元年（1723年），以功复封和硕亲王，晋固伦额驸。乾隆六年（1741年），和他的侄子土谢图汗敦丹多爾濟驻库伦，护视其子第二世哲布尊丹巴呼图克图。乾隆八年（1743年）去世。
敦多布多尔济有四子，分别为长子根扎布多尔济、次子额璘沁多尔济、三子格斋多尔济、四子罗布桑丹彬多密（第二世哲布尊丹巴呼图克图）。